# Grote brand van Toronto (1849)
De eerste Grote brand van Toronto ook bekend als Cathedral Fire op 7 april 1849 was een grote stadsbrand in Toronto. Een groot deel van de marktplaats en handelsgedeelte van de stad werden in as gelegd. Ook de voorloper van de Cathedral Church of St. James ging grotendeels op in de vlammen. Verder waren ook het stadshuis en een overdekte markthal zwaar beschadigd.

## Branddiensten
Voor de brand waren de brandbestrijdingscapaciteiten van Toronto beperkt tot zes vrijwillige compagnieën die opereerden in één brandweerkazerne in Court Street en Church Street. Handpompers en tankwagens vergden veel te veel mankracht en bleken niet opgewassen tegen de snelheid van de grote brand.

## Brand

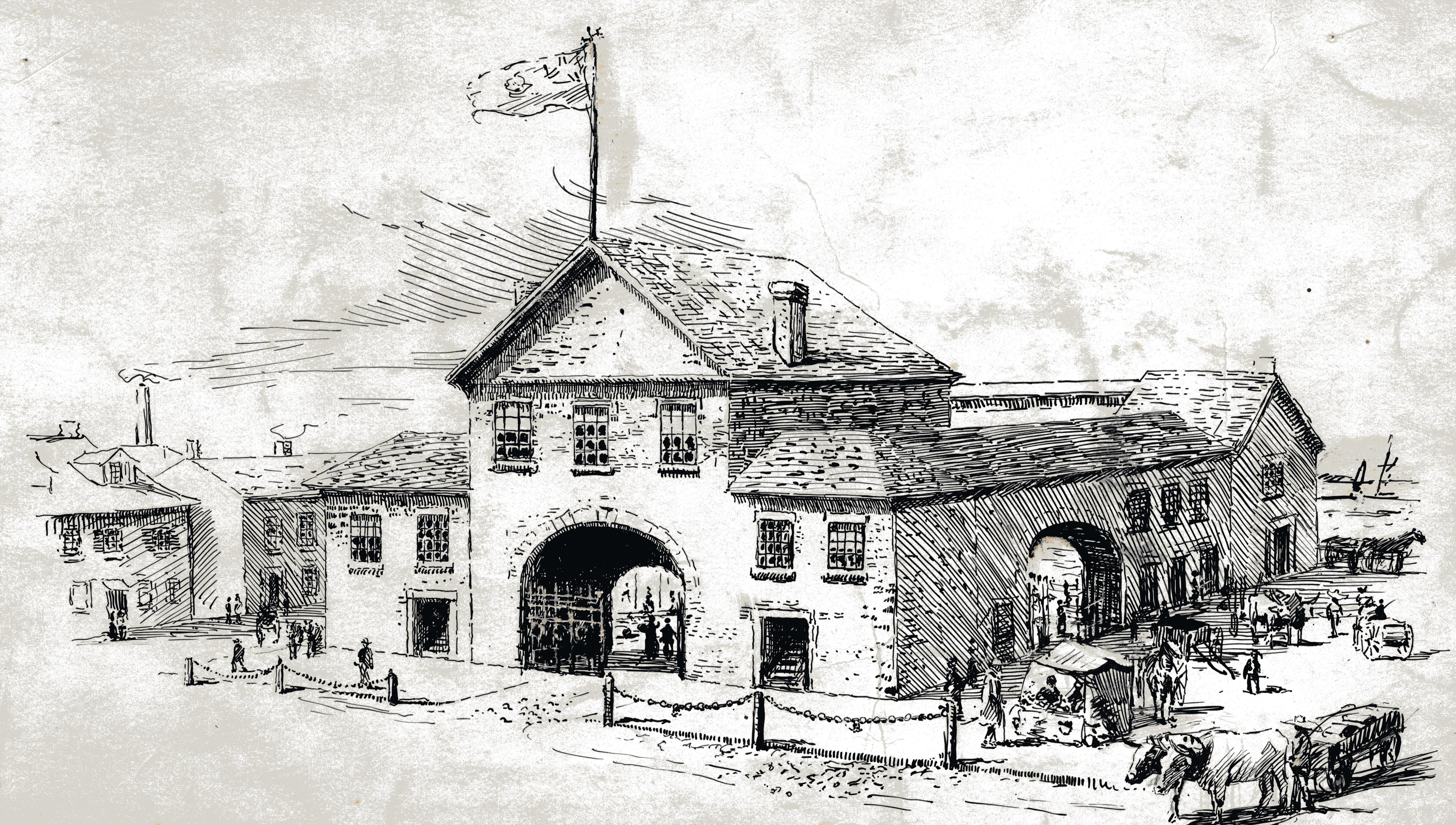
Stadshuis en marktplaats aan Nelson Street

De brand werd om 1 uur 's nachts ontdekt in de achterkant van Graham's Tavern aan de noordoostkant van King Street en Nelson Street (Jarvis Street) bij George, achter Post's Tavern. Het vuur verteerde Post's Tavern en brandde vervolgens door de bijgebouwen ten noorden van Duke Street. Het vuur verspreidde zich door het hele blok en vernietigde de Home District Saving Bank en de vakwerkgebouwen ten oosten van King Street. Op dit punt was er een zuidoostelijke wind opgestoken. Het vuur werd over Nelson Street naar Rolf's Tavern geblazen en verteerde alle gebouwen van het Market Block ten zuiden van Duke Street (Adelaide Street) in het blok dat wordt begrensd door King Street East, Nelson, Duke en de noord-zuidelijke achterstraat ten oosten van Church streets. Om 3 uur 's nachts vatte de spits van de eerste St. James Cathedral aan Church Street vlam en de kathedraal werd al snel verwoest. Het vuur sloeg over naar de zuidkant van King Street en het 'oude' (1831) stadhuis en marktgebouw van Toronto. Het beschadigde de meeste gebouwen aan de oostkant van Nelson. Op het hoogtepunt was het vuur zichtbaar vanaf de overkant van Lake Ontario in St. Catharines.
Het vuur had zich verder kunnen verspreiden, maar Toronto ten westen van Church Street werd gered door een regenbui om ongeveer 3:30 uur. Hierdoor werden de daken van de gebouwen ten westen nat, waardoor het moeilijker werd voor rondvliegende brandmerken om ze te ontsteken. De wind kwam uit het noordoosten, waardoor het vuur werd weggeduwd van het gerechtsgebouw, het brandweerhuis en de St. Andrew's Church ten westen van Church Street. Om 4 uur 's morgens arriveerden troepen om de brandweer te helpen en het was deze assistentie die waarschijnlijk de gebouwen aan de zuidkant van King Street van grote schade heeft gered. Volgens The Globe was het vuur om 5 uur 's morgens grotendeels gedoofd.

## Afloop

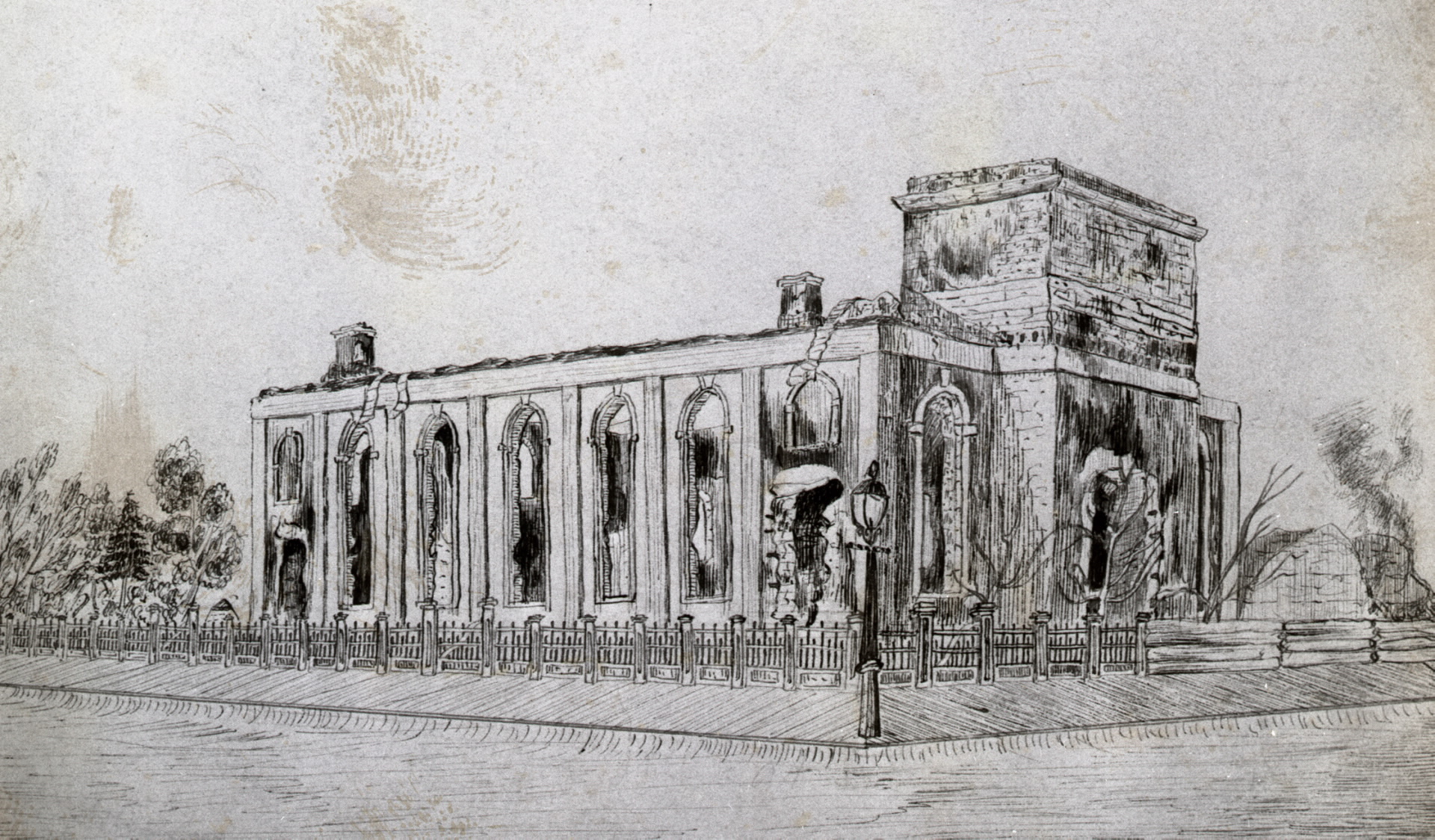
Uitgebrande St. James Church

De schade werd geschat op 500.000 tot 700.000 dollar, waaronder 58.000 dollar aan de St. James Church alleen. Het verlies voor de verzekeringsmaatschappijen bedroeg $239.724. Erviel een dode, Richard Watson, uitgever van de Canadian en Upper Canada Gazette tijdschriften, was in het kantoor van de krant The Patriot op Nelson en Front, in een poging om drukletters te redden, toen de vloer instortte en hij in het vuur vast kwam te zitten. De Upper Canada Gazette, de eerste krant in Ontario, zou de publicatie niet hervatten.
Terwijl de gebouwen aan de hoofdstraten van baksteen waren, waren de binnengebouwen langs de lanen van hout en hebben waarschijnlijk de brand aangewakkerd. De vroege brandweerdiensten uit die tijd, meestal bestaande uit vrijwilligers, hadden beperkte brandbestrijdingsmogelijkheden, en de brandweer van Toronto werd pas in 1875 gevormd. Brandkranen en watertanks of vaten waren in 1842 toegevoegd door de Metropolitan Water Company, maar dat was niet genoeg.
Geen van de gebouwen binnen het Market Block (10-15 hectare terrein) overleefde, maar gebouwen rondom het blok, zoals het Daniel Brooke Building op King en Nelson, bleven gespaard. Het stadhuis van Toronto stond al in 1845 een blok zuidelijker aan Front Street. De meeste bedrijven waren herbouwd tegen de herfst van 1849.
De meeste gebouwen die afbrandden waren van hout, dus in reactie daarop veranderde de stad de bouwvoorschriften om toekomstige verliezen van deze omvang te voorkomen. Lawrence Market (1851) werd herbouwd en nieuwe gebouwen zoals St. Lawrence Hall (1851) en de Cathedral Church of St. James (1853) werden gebouwd volgens de code. Dit betekende niet het einde van toekomstige branden, zoals de Grote brand van Toronto (1904) bewees in de nieuwe kern van de stad. Tegenwoordig is het grootste deel van het blok ten noorden van King Street St. James Park.